# Jānis Prātnieks
Jānis Prātnieks (russisch Янис Пратниекс; * 27. Juli 1887 in Kurzeme; † unbekannt) war ein lettischer Radrennfahrer.

## Sportliche Laufbahn
Prātnieks nahm an den Olympischen Sommerspielen 1912 in Stockholm für Russland teil. Bei den Spielen schied er im olympischen Einzelzeitfahren aus. Die russische Mannschaft kam nicht in die Mannschaftswertung. Er startete für den Verein Marss Riga.